# Dressyr
För dressyr inom ridsport, se Dressyr (ridsport).

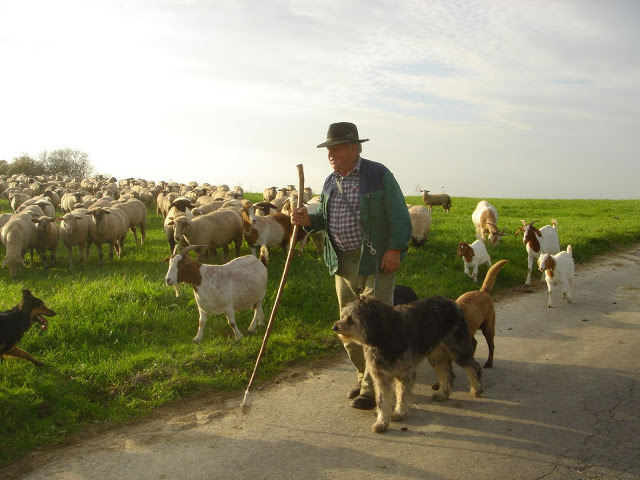
Hundar kan dresseras till att valla får.

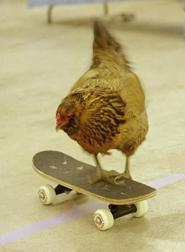
Dressyr av höns har inte haft någon större kommersiell betydelse, utan snarat handlat om forskning och underhållning.

Dressyr handlar om att lära djur till att utföra önskade rörelser eller beteenden, alternativt inte utföra vissa oönskade rörelser eller beteenden. En mer korrekt benämning på svenska är att träna djuret i lydnad. Dressyrens mål är att skapa samspel mellan djur och människan. 
För många djur (i synnerhet flocklevande) är det normalt i naturen att rätta sig efter en ledarfigur, de kan till och med må dåligt av en situation när en auktoritet saknas, flockdjurens psyke är anpassat för att följa en ledare och de kan känna sig vilsna utan en flockledare[källa behövs]. Dressyrträningens syfte bör vara att anpassa djuret för en tillvaro tillsammans med människan och öka djurets välmående.
Dressyr räknas inte som djurplågeri, utan samspel. Detta regleras i Sverige genom djurskyddslagen. Vissa djurarter kan också vara olagliga att tämja och dressera, till exempel flertalet av den vilda svenska faunan, något som regleras av Jordbruksverket. Även importerade djurarter i denna kategori kan strida mot Jordbruksverkets bestämmelser.
Utförandet/inte utförandet kan vara:
1. ständigt, kan jämställas med att "uppfostra". Önskemålet är då att djuret gör det utan att dressören är närvarande.
2. temporärt, till exempel vid visuell (synlig) signal, till exempel en handrörelse, eller i form av ljudsignal, till exempel ett kommando med rösten.

Ändamålet med dressera djur kan vara:
1. socialt då det oftast innebär att få djuret att upphöra med oönskade beteenden. Ett exempel är att göra hundar rumsrena.
2. stimulerande hunddressyr, till exempel för vallhundsraser som behöver "arbeta" med kropp och huvud.
3. medicinskt, till exempel för att behandla ett djur med minsta möjliga risk för djuret, djurvårdare eller veterinär
4. kommersiell uppvisning, till exempel på cirkus, i djurpark eller på hundutställning
5. yrkesmässigt, till exempel för polishundar
6. idrottsligt, till exempel för hästsport och hundsport

I de fall dressören arbetar med potentiellt farliga djur, till exempel elefanter och rovdjur, kallas yrket domptör.